# Cooper Challenger 2012
Il Cooper Challenger 2012 è stato un torneo professionistico di tennis femminile giocato sulla terra rossa. È stata la 5ª edizione del torneo, che fa parte dell'ITF Women's Circuit nell'ambito dell'ITF Women's Circuit 2012. Si è giocato a Waterloo in Canada dal 9 al 15 luglio 2012.

## Partecipanti

### Teste di serie
| Nazionalità | Giocatrice          | Ranking* | Testa di serie |
| ----------- | ------------------- | -------- | -------------- |
| Canada      | Sharon Fichman      | 197      | 1              |
| Israele     | Julia Glushko       | 226      | 2              |
| Giappone    | Misa Eguchi         | 254      | 3              |
| Canada      | Marie-Ève Pelletier | 255      | 4              |
| Giappone    | Rika Fujiwara       | 271      | 5              |
| Venezuela   | Gabriela Paz        | 317      | 6              |
| Austria     | Nicole Rottmann     | 326      | 7              |
| Austria     | Tina Schiechtl      | 327      | 8              |

- Ranking al 25 giugno 2012.

### Altre partecipanti
Giocatrici che hanno ricevuto una wild card:
- Élisabeth Abanda
- Marianne Jodoin
- Sonja Molnar
- Stephanie Wetmore

Giocatrici che sono passate dalle qualificazioni:
- Veronica Corning
- Sherazad Benamar
- Sandra Dynka
- Erin Clark

## Campionesse

### Singolare
- Sharon Fichman ha battuto in finale  Julia Glushko con il punteggio di 6–3, 6–2

### Doppio
- Sharon Fichman /  Marie-Ève Pelletier hanno battuto in finale  Shūko Aoyama /  Gabriela Dabrowski con il punteggio di 6–2, 7–5